# Kari-gurashi no Arietti
Kari-gurashi no Arietti (借りぐらしのアリエッティ, O Mundo Secreto de Arrietty (título em Portugal) ou O Mundo dos Pequeninos (título no Brasil)) é um filme de animação japonês de 2010 dirigido por Hiromasa Yonebayashi, escrito por Hayao Miyazaki e Keiko Niwa e produzido pelo Studio Ghibli, baseado no romance de Mary Norton. O filme conta a história de Arrietty, uma pequena jovem que vive sob o assoalho de uma casa. Ela finalmente se torna amiga de Sho, um garoto humano com um problema cardíaco desde o nascimento que vive com sua tia-avó, Sadako. Quando a empregada de Sadako, Haru, resolve tocar o assoalho da casa, Arrietty e sua família devem escapar mesmo que isso signifique sair de sua casa amada. O filme traz as vozes de Mirai Shida como a personagem-título, Ryunosuke Kamiki como Sho, e Fujiwara Tatsuya como Spiller.
A trilha sonora com inspiração celta e a canção tema do filme foram escritas pela harpista e compositora francesa Cécile Corbel, que era fã dos trabalhos do Studio Ghibli.
Lançado 17 de julho de 2010 no Japão, Kari-gurashi no Arietti recebeu críticas muito positivas, elogiando as canções do filme, sendo ainda a maior bilheteria japonesa em 2010. O filme ganhou o Prémio de Animação do Ano na 34ª edição dos Prémios da Academia do Japão.

## Sinopse
Arrietty, uma pequena garota, porém persistente, de 14 anos de idade, mora com os pais no recesso do jardim de uma casa no subúrbio, sem o conhecimento do proprietário e de sua empregada. Como todas as pessoas pequenas, Arrietty permanece escondida das pessoas, exceto durante ocasionais empreendimentos secretos além do assoalho para “emprestar” pequenos fragmentos, como cubos de açúcar, dos humanos, donos da casa. Mas quando Sho, de 12 anos, um menino humano, vem para ficar na casa, descobre sua misteriosa companheira em uma noite, uma amizade secreta floresce. Se descoberto, o relacionamento deles poderia levar a família de Arrietty de casa, direto para o perigo.

## Elenco
| Personagem  | Dublagem original japonesa | Dublagem britânica | Dublagem internacional (Walt Disney) | Dublagem brasileira |
| ----------- | -------------------------- | ------------------ | ------------------------------------ | ------------------- |
| Arrietty    | Mirai Shida                | Saoirse Ronan      | Bridgit Mendler                      | Flora Paulita       |
| Sho         | Ryunosuke Kamiki           | Tom Holland        | David Henrie                         | Alex Minei          |
| Homily      | Shinobu Ōtake              | Olivia Colman      | Amy Poehler                          | Cecília Lemes       |
| Pod         | Tomokazu Miura             | Mark Strong        | Will Arnett                          | Tatá Guarnieri      |
| Sadako Maki | Keiko Takeshita            | Phyllida Law       | Gracie Poletti                       | Maralise Tartarine  |
| Spiller     | Tatsuya Fujiwara           | Luke Allen-Gale    | Moises Arias                         | Lucas Gama          |
| Haru / Hara | Kirin Kiki                 | Geraldine McEwan   | Carol Burnett                        | Zayra Zordan        |